# یواس‌اس اسپید (ای‌ام-۱۱۶)
یواس‌اس اسپید (ای‌ام-۱۱۶) (به انگلیسی: USS Speed (AM-116)) یک کشتی بود که طول آن ۲۲۱ فوت ۳ اینچ (۶۷٫۴۴ متر) بود. این کشتی در سال ۱۹۴۲ ساخته شد.